# Bokura no Oukoku
Bokura no Oukoku (僕らの王国?  "Nuestro Reino") es un mangayaoi de Naduki Koujima, que trata sobre la relación de Akira Nonaka y de su primo Kyle Rei Basil. Este manga es publicado en la revista Be X Boy de la editorial Libre Shuppan.
Debido a la bancarrota de Biblos en el 2006, solo se han publicado los primeros seis volúmenes del manga. Actualmente está siendo publicado en Estados Unidos por DMP (Digital Manga Publishings).

## Historia
Akira Nonaka es un huérfano que, después de la muerte de su abuela materna, se entera de que tiene parientes vivos por el lado paterno. Así se entera de que su padre viene de una de las familias más influyentes en todo Japón, la familia Takatou, y que el y su primo Kyle Rei Basil se ven forzados a competir para ver quien será el futuro heredero de la familia. Akira se siente feliz de volver a tener una familia, pero al volverse su relación con Rei cada vez más cercana, debe lidiar con sus sentimientos al respecto.
El manga sigue la historia de la relación entre Akira y Rei, así como de otros miembros de la familia Takatou y sus guardaespaldas.

## Personajes
Akira Nonaka: Es un chico alegre, vivaz, que normalmente dice lo que piensa si importar lo que pueda acarrear ello, cree fielmente en lo que le decía su abuela. No es alguien muy listo y no conoce mucho de las cosas que un adolescente pudiera conocer ya que vivía en el campo. Su primer beso fue con su primo Rei y a partir de allí se va enamorando de Rei aunque le da vergüenza que le haga cosas "raras".
Kyle Rei Basil: Normalmente llamado Rei pertenece a una familia muy poderosa y rica en América. Es un chico reservado, frío solo muestras sus verdaderos sentimiento ante Akira. Es un chico sumamente listo tanto que a su edad ya tiene un título universitario.
- Datos: Q7110688